# Fina Angelo
Fina Angelo ist eine vanuatische Fußballschiedsrichterin.
Sie steht nicht auf der FIFA-Liste und leitet Fußballpartien von Vereins- und Nationalmannschaften in Ozeanien.
Bei der Ozeanienmeisterschaft 2018 in Neukaledonien leitete Angelo drei Partien, darunter das Spiel um Platz 3 zwischen Papua-Neuguinea und Neukaledonien (7:1).